# Château de Osthoffen y parque
El château de Osthoffen (en francés: Château d'Osthoffen) es un château francés de origen medieval erigido en el noreste del país, en la comuna de Osthoffen (departamento de Bajo Rin), que ha sido inscrito en el título de los monumentos históricos en 1963. La localidad de Osthoffen se encuentra en la campiña alsaciana, a 15 km de Estrasburgo y a 10 km de Molsheim.
El Parque del castillo de Osthoffen (en francés: Parc du Château d'Osthoffen) es un arboreto con 3 hectáreas de extensión. Se visita del 14 de julio al 30 de agosto y en los días de «Rendez-vous aux jardins». Todo el año se admiten visitas de grupos previa cita.

## Historia

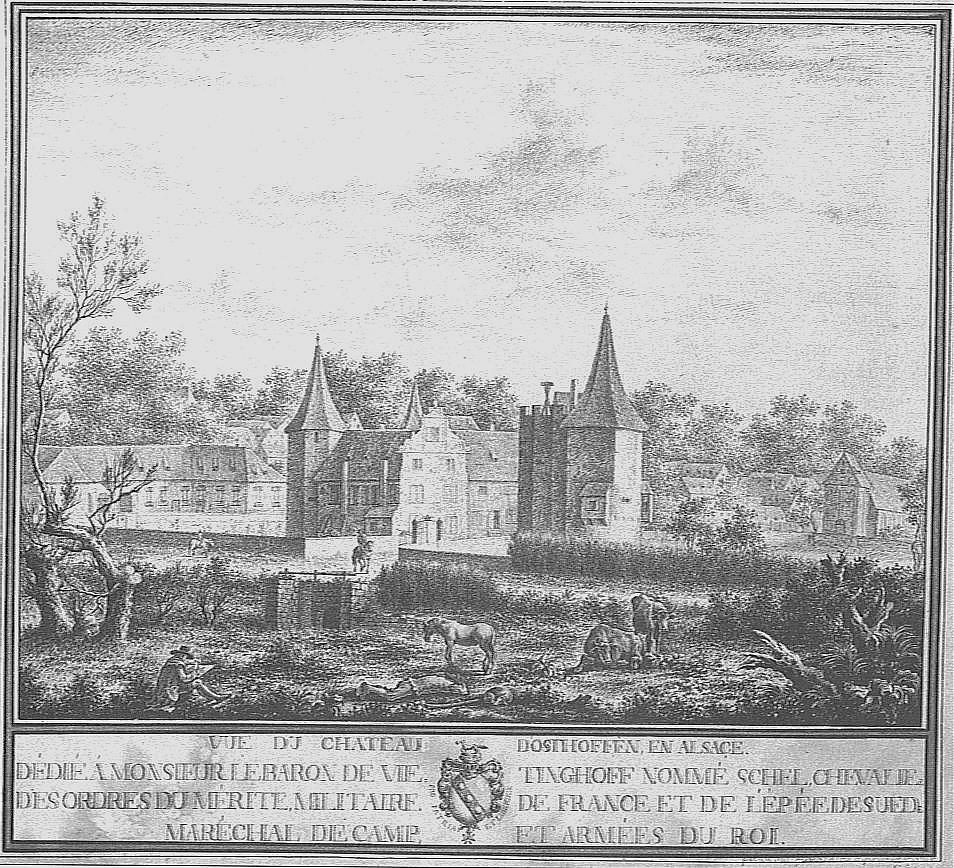
Vista de la torre del homenaje del "Château d'Osthoffen" en el.

El castillo-fortaleza original pertenece al tipo "Wasserschloss", data del siglo XII o XIII.
Como propietaria se cita a una familia de burgrave Osthoffen en la mitad del siglo XIII. La primera mención cierta se fecha en 1351. 
A principios del siglo XV, el castillo fue dañado durante el conflicto con el obispo de Estrasburgo. 
El aspecto actual de los edificios es en gran parte hasta el siglo XVI, cuando Osthoffen pasó a manos de la familia de Seebach que transforman el antiguo castillo en una residencia, conservando los antiguos cimientos.
Durante el siglo XVIII, la familia Zuckmantel realiza trabajos más pequeños: ventanas penetrantes, modificaciones interiores, construcción de dependencias, la instalación de la fuente. 
Durante la Revolución, la torre sureste fue mutilada.
En 1817, la familia del Barón "Empire de Grouvel" compra la propiedad. Los trabajos llevados a cabo en 1860 son: el diseño de interiores, y la reconstrucción en especial total de la torre sureste, al trabajo en la zona de comunes. Las armas de esta familia se encuentran en muchos lugares, especialmente en los monumentos sepulcrales del pequeño cementerio, en su mayoría datan de la década de 1870. Un incendio reciente ha dañado la zona de comunes.

## Colecciones
El parque fue diseñado en los siglos XVIII y XIX en los principios de un parque paisajista a la inglesa.
Como elementos vegetales son de destacar árboles maduros de alineamiento en las alamedas como tilos, robles, castaños, plátanos, Gingko biloba, Secuoyas, Taxus.